# 相原了
相原 了（あいはら さとる） は、日本の機械工学者。東京工業大学教授や、東京大学特任教授、日本機械学会機素潤滑設計部門長などを歴任した。

## 人物・経歴
1970年東京大学工学部精密機械工学科卒業、日本精工株式会社入社。1975年から1978年までリーズ大学機械工学科博士課程に留学し、Ph.D.を取得。1982年日本潤滑学会論文賞受賞。2001年株式会社テクノファイン品質保証部長。2004年東京工業大学教授。2007年日本機械学会機素潤滑設計部門長、東京大学大学院工学系研究科特任教授。第85期（2007年度）日本機械学会機素潤滑設計部門部門賞受賞。2017年度日本トライボロジー学会功績賞受賞。